# SM i futsal 2005-2006
La SM i futsal 2005-2006 è stata la terza edizione del Campionato svedese di calcio a 5, disputato nella stagione 2005/2006. La vittoria finale è andata allo Skövde AIK, al suo primo titolo nazionale, lo Skövde nella successiva stagione sarà anche la prima squadra svedese a partecipare alla Coppa UEFA.